# Роман Јоси
Роман Јоси (енгл. James Neal; Берн 1. јун 1990) је швајцарски хокејаш који тренутно игра у Нешвил предаторсима. Леворук је и игра у одбрани.

## Каријера

### Клупска каријера
Јоси је каријеру почео 2006. године у свом родном граду, у екипи Берна. У првој сезони је одиграо само 3 утакмице. Међутим у клубу је остао 4 године и у последњој сезони са клубом је постао првак Швајцарске.
На драфту се појавио 2008. године и изабран је као 38 пик од стране Нешвил предаторса. Након што је напустио Берн 2010. и преселио се у Сједињене Америчке Државе као и многи млади играчи није одмах заиграо за први тим, већ је позајмљен у филијали Нешвила, Милвоки адмиралсима које се такмиче у Америчкој хокејашкој лиги. На 69 утакмица за Милвоки постигао је 6 гола и имао 34 асистенција, што ће му омогућити да у следећој сезони дебитује за Нешвил.
За Нешвил предаторсе дебитовао је 26. новембра 2011. у мечу против Детроит ред вингса. Предаторси су изгубили са 4:1, а Јоси је на леду провео 12 минута и 20 секунди. Већ 3. децембра Јоси је постигао свој први поен у НХЛ-у. Свој први гол постигао је у дуелу са Анахајм даксима, који је одигран 10. децембра.
За време НХЛ лок-аута (штрајка играча) Јоси се вратио швајцарски Берн за који је одиграо 26 мечева, пре него што се вратио у Нешвил због престанка штрајка.
Након повратка у Нешвил, Јоси је 4. фебруара остварио рекорд у својој каријери, постигао је 4 поена (2 гола и 2 асистенције) и тако помогао екипи да победи Далас старсе са 5:4 после продужетака.
Почетком јуна 2013. године Јоси је потписао седмогодишњи уговор са Нешвилом вредан 28 милиона долара.

### Репрезентативна каријера
Роман Јоси је био део Репрезентације Швајцарске почевши од јуниорске конкуренције. Као јуниор играо је на Светском првенству 2007 и 2008. године. За младу репрезентацију играо је на Светском првенству 2007, 2008 и 2009. године.
За сениорску репрезентацију је дебитовао на Светском првенству 2009. године. Од тада редовно наступо за репрезентацију.
На Светском првенству 2013. Јоси је на 10 утакмица постигао 4 гола и имао 5 асистенција. У финалу је постигао први меч на утакмици, али је Швајцарска ипак изгубила од домаћина турнира Шведске са 5:1. Роман Јоси је проглашен за најбољег дефанзивца, ушао је у први тим и проглашен је за најкориснијег играча турнира.

## Награде и достигнућа
- 2010 Швајцарска национална лига А - шампион
- 2013 Швајцарска национална лига А - шампион
- 2013 Светско првенство -
- 2013 Светско првенство - Сребрна медаља
- 2013 Светско првенство - Ол-стар тим
- 2013 Светско првенство - Најбољи одбрамбени играч

## Клупска статистика
| 2006/07    | Берн              | НЛА        | 3   | 0  | 1  | 1  | 0  | —  | — | — | —  | —  |
| 2007/08    | Нешател           | НЛБ        | 3   | 2  | 0  | 2  | 4  | —  | — | — | —  | —  |
| 2007/08    | Берн              | НЛА        | 35  | 2  | 6  | 8  | 10 | 6  | 0 | 0 | 0  | 0  |
| 2008/09    | Берн              | НЛА        | 42  | 7  | 17 | 24 | 16 | 6  | 0 | 0 | 0  | 0  |
| 2009/10    | Берн              | НЛА        | 26  | 9  | 12 | 21 | 12 | 15 | 6 | 7 | 13 | 8  |
| 2010/11    | Милвоки адмиралси | АХЛ        | 69  | 6  | 34 | 40 | 22 | 13 | 1 | 6 | 7  | 8  |
| 2011/12    | Милвоки адмиралси | АХЛ        | 5   | 1  | 3  | 4  | 0  | —  | — | — | —  | —  |
| 2011/12    | Нешвил предаторси | НХЛ        | 52  | 5  | 11 | 16 | 14 | 10 | 0 | 0 | 0  | 10 |
| 2012/13    | Берн              | НЛА        | 26  | 6  | 11 | 17 | 14 | —  | — | — | —  | —  |
| 2012/13    | Нешвил предаторси | НХЛ        | 48  | 5  | 13 | 18 | 8  | —  | — | — | —  | —  |
| НХЛ укупно | НХЛ укупно        | НХЛ укупно | 100 | 10 | 24 | 34 | 22 | 10 | 0 | 0 | 0  | 10 |

ОУ = одигране утакмице, Г = голови, А = асистенције, П = поени КМ = казнени минути

## Статистика у репрезентацији
| Сезона | Екипа      | Такмичење         |        | ОУ | Г | A | П  | КМ |
| ------ | ---------- | ----------------- | ------ | -- | - | - | -- | -- |
| 2009   | Швајцарска | Светско првенство | 6      | 0  | 0 | 0 | 2  |    |
| 2010   | Швајцарска | Светско првенство | 7      | 1  | 2 | 3 | 0  |    |
| 2012   | Швајцарска | Светско првенство | 3      | 0  | 1 | 1 | 0  |    |
| 2013   | Швајцарска | Светско првенство | 10     | 4  | 5 | 9 | 4  |    |
| Укупно | Укупно     | Укупно            | Укупно | 26 | 5 | 8 | 13 | 6  |

ОУ = одигране утакмице, Г = голови, А = асистенције, П = поени КМ = казнени минути